# 동해시·태백시·삼척시·정선군
동해시·태백시·삼척시·정선군은 대한민국의 국회의원 선거구이다. 강원특별자치도 동해시, 태백시, 삼척시, 정선군을 관할한다. 현직 국회의원은 국민의힘의 이철규이다.

## 역사
대한민국 제21대 국회의원 선거를 앞두고 이루어진 선거구 개편에서 태백시·횡성군·영월군·평창군·정선군 선거구에 포함되어 있던 태백시와 정선군이 동해시·삼척시 선거구에 편입되면서 신설되었다.

## 관할 구역
| 대수  | 관할 구역                                       |
| ----- | ----------------------------------------------- |
| 21대~ | 동해시 일원 태백시 일원 삼척시 일원 정선군 일원 |

## 역대 국회의원
| 선거   | 정당 | 정당       | 의원   |
| ------ | ---- | ---------- | ------ |
| 2020년 |      | 미래통합당 | 이철규 |
| 2024년 |      | 국민의힘   | 이철규 |

## 역대 선거 결과

### 대한민국 제21대 국회의원 선거
|  | 53.60% |

|  | 43.06% |

|  | 1.42% |

|  | 1.05% |

|  | 0.86% |

### 대한민국 제22대 국회의원 선거
|  | 61.22% |

|  | 36.48% |

|  | 2.29% |